# Johann Carl Friedrich Triest
Johann Carl Friedrich Triest (* 16. Juni 1764 in Stettin; † 11. August 1810 ebenda) war ein deutscher evangelisch-lutherischer Geistlicher und Musikschriftsteller.

## Leben
Johann Carl Friedrich Triest war ein Sohn des königlich preußischen Inspektors bei der Obersteuerkasse und späteren Königlichen Salzrentmeisters Johann Heinrich Triest und seiner Frau Ehregott Hanna, geb. Clericus. Der preußische Baurat August Ludwig Ferdinand Triest (1768–1831) war sein jüngerer Bruder. Von 1782 bis 1785 studierte er Evangelische Theologie an der Universität Halle.
Am 11. Mai 1787 wurde er zum Pastor an St. Gertrud in Stettin-Lastadie berufen. 1810 kam er im Tausch mit dem Prediger Schorfe als Archidiaconus (2. Pastor) an die Jakobikirche, starb aber schon im Sommer des gleichen Jahres.
Triest beteiligte sich als Sänger und Instrumentalist in den vom Musikdirektor Friedrich Wilhelm Haack (1760–1827) veranstalteten Kammerkonzerten am Musikleben Stettins und war die bemerkenswerteste Persönlichkeit im Stettiner Musikleben vor Loewe.
Er war verheiratet mit Friederike Dorothea, geb. Ludendorff, einer Tochter des Stettiner Seidenhändlers Karl Otto Ludendorff. Von den Söhnen des Paares wurde Carl Ferdinand Oberregierungsrat; Heinrich (1811–1885) wurde Musikdirektor in Stettin.

## Werk
Triests Nachwirkung beruht nicht auf seinen theologischen Werken, sondern auf einer elfteiligen Artikelserie, die der Musikliebhaber 1801 im dritten Jahrgang der Leipziger Allgemeinen musikalischen Zeitung im Zeitraum vom 1. Januar bis 25. März unter der Überschrift Bemerkungen über die Ausbildung der Tonkunst in Deutschland im achtzehnten Jahrhundert veröffentlichte. Seine Einschätzungen sind immer wieder zitiert worden und waren wegweisend für die Entstehung der romantischen Bach-Deutung im 19. Jahrhundert.

## Schriften
- Bemerkungen über die Ausbildung der Tonkunst in Deutschland im achtzehnten Jahrhundert. In: Allgemeine musikalische Zeitung 3 (1801), S. 225–235, 241–249, 257–264, 273–286, 297–308, 321–331, 369–379, 389–401, 405–410, 421–432, 437–445 (neu herausgegeben von Robert Schmitt Scheubel unter dem Titel Abhandlungen zur Musik des 18. Jahrhunderts. consassis.de, Berlin 2005, ISBN 3-937416-00-5).
- Bürgersinn in einer auf Veranlassung der Stettiner Bürgerwahlen gehaltenen Predigt dargestellt. 1809.